# Ossages
Ossages é uma comuna francesa na região administrativa da Nova Aquitânia, no departamento Landes. Estende-se por uma área de 14,3 km². Em 2010 a comuna tinha 507 habitantes (densidade: 35,5 hab./km²).